# Афгано-французские отношения
Афгано-французские отношения — двусторонние дипломатические отношения между Афганистаном и Францией.

## История
Страны установили дипломатические отношения в 1922 году. В 1923 году Франция открыла дипломатическое представительно в Кабуле, а также отделение французской археологической делегации в Афганистане. Отношения между двумя странами развивались медленно. В 1928 году афганский король Аманулла-хан совершил официальный визит во Францию. В январе 1943 года во время Второй мировой войны Франция закрыла дипломатическое представительство в Кабуле. В 1944 году Афганистан закрыл свою дипломатическую миссию в Париже, когда Режим Виши отказался продлить аккредитацию афганским дипломатам во Франции и Швейцарии. Вскоре после окончания войны страны возобновили дипломатические отношения и в 1949 году открыли посольства в столицах.
В 1965 году афганский король Захир-шах совершил официальный визит во Францию, где провел встречу с президентом страны Шарлем де Голлем. В 1968 году премьер-министр Франции Жорж Помпиду совершил официальный визит в Афганистан. В 1979 году Советский Союз вторгся в Афганистан, что послужило началом Афганской войны. В течение следующих 25 лет отношения между Афганистаном и Францией почти не существовали, так как войска СССР покинули Афганистан в 1989 году, а затем к власти в этой стране пришло движение Талибан, которое управляло Афганистаном до 2002 года, когда силы НАТО вторглись в Афганистан и сместили их с власти в ответ за теракты 11 сентября в Нью-Йорке.
Так как Франция является членом НАТО, то приняла участие в войне в Афганистане и участвовала в многочисленных военных операциях по всей стране. В 2002 году Франция восстановила дипломатические отношения с Афганистаном, когда там к власти пришел президент Хамид Карзай. В рамках Международных сил содействия безопасности Франция сыграла ведущую роль в обеспечении стабильной обстановки в северо-восточной части Афганистана, особенно в провинции Каписа.

## Торговля
В 2015 году товарооборот между странами составил сумму 27,8 млн. евро. Экспорт Франции в Афганистан: агропродовольственные товары, фармацевтические препараты, резиновые и пластмассовые изделия.